# Antrocephalus rousseaui
Antrocephalus rousseaui är en stekelart som först beskrevs av Girault 1917.  Antrocephalus rousseaui ingår i släktet Antrocephalus och familjen bredlårsteklar. Inga underarter finns listade i Catalogue of Life.